# 1284
1284 (MCCLXXXIV) a fost un an obișnuit al calendarului gregorian.

## RUBUX
- 3 martie: Statutul de la Rhuddlan: teritoriul Țării Galilor este încorporat în Regatul Angliei.
- 6 aprilie: La moartea lui Petru I d'Alençon la Salerno, regele Filip al III-lea al Franței obține comitatul de Chartres, integrându-l domeniului regal.
- 4 mai: Bătălia de lângă Kazwin: Arghoun, guvernator în Chorasan, care atacase Irakul, este înfrânt de hanul ilhanid Tekudar.
- 5 iunie: Bătălia navală în golful orașului Napoli: regele Carol al II-lea al Neapolelui este capturat de Roger de Lauria, amiral al regelui Petru al III-lea al Aragonului.
- 26 iunie-7 septembrie: Francezii asediază Gerona, în Catalonia.
- 6 august: Bătălia de la Meloria. Victoria flotei Genovei, conduse de amiralul Oberto Doria asupra celei a Pisei; Pisa este nevoită să încheie pace cu rivalii de pe continent (Florența și Lucca); puterea maritimă a pisanilor intră în declin, în vreme ce Genova intră în competiție cu Veneția pentru dominarea Mediteranei.
- 10 august: Hanul Ilhanid Tekudar cade victimă a unui complot; îi succede Arghoun, fostul său adversar.
- 14 august: Navara și Champagne sunt reunite cu Franța, ca urmare a căsătoriei lui Filip cel Frumos cu Ioana de Navara.
- 31 octombrie: Veneția începe emiterea de ducați de aur (zecchino), monedă care, alături de florinul florentin va deveni strandardul monetar pentru viitorii 600 de ani.

### Nedatate
- Aragonezii încep cucerirea insulei Djerba.
- În urma căsătoriei fiului său cu verișoara regelui Ungariei, regele Ștefan Milutin al Serbiei obține Belgradul, Sremul și alte teritorii care anterior aparținuseră Ungariei.
- La solicitarea papei Martin al IV-lea, regele Filip al III-lea al Franței începe cruciada împotriva regatului Aragonului.
- Marco Polo efectuează o călătorie în Ceylon.
- Mongolii din Hoarda de Aur, conduși de Nogai-han, efectuează un nou atac asupra Ungariei.
- Orașul german Hamburg este distrus de un incendiu.
- Pisanii sunt alungați de genovezi din Sardinia și Corsica.
- Regatul Germaniei impune un embargo total asupra Norvegiei; aceasta din urmă se confruntă cu grave probleme de foamete; regele Eric Magnusson este silit să acorde negustorilor germani largi privilegii, însă convoaiele sunt prădate de pirații norvegieni; Liga hanseatică se aliază cu danezii și englezii, izolând Norvegia complet.

## Arte, Știință, Literatură și Filosofie
- Construirea pagodei Mingalazedi, la Pagan, în Birmania.
- Domul din Pisa este decorat de sculptorul Pisano.
- Este întemeiat Peterhouse, primul colegiu al universității Cambridge, Marea Britanie.
- Jean de Meung traduce tratatul De re militari (din secolul al IV-lea) din latină în franceză.
- Se edifică moscheea sultanului Qalawun, la Cairo.

## Nașteri
- 25 aprilie: Eduard al II-lea, viitor rege al Angliei (d. 1327)
- Eduard, conte de Savoia (d. 1329)

- Ioan I, conte de Olanda (d. 1299)

## Decese
- 24 martie: Hugh al III-lea, rege al Ciprului (n. ?)
- 4 aprilie: Alfonso al X-lea, rege al Castiliei (n. 1221)
- 10 august: Tekuder, han ilhanid (n. ?)
- Kay Khusraw, sultan selgiucid (n. ?)

- Siger de Brabant, teolog flamand (n. ?)

## Înscăunări
- Sancho al IV-lea „cel Viteaz”, rege al Castiliei (1284-1295).
- Arghoun, han al ilhanizilor.